# 郭翰 (唐朝)
郭翰（?—?），唐朝官员。
郭翰在垂拱二年（686年）为御史，巡察陇右，所至州县，清查弹劾了很多地方长官。他进入宁州境内，满街的父老都歌颂刺史狄仁杰的美德。郭翰住进客馆，将笔纸置于案，召州僚属对他们说：“入宁州之境，即可知其政绩。愿顾全使君之美，不做久留。”宁州人散去。郭翰驾车而去，推荐狄仁杰于朝，朝廷征召狄仁杰为冬官侍郎，充江南巡抚使。郭翰性情宽简，读《老子》至“和其光，同其尘”，慨然道：“大雅君子，以保其身。”于是辞去御史宪官，改任麟台郎。垂拱三年（687年），刘祎之获罪被赐死之前，书写遗表。麟台郎郭翰、太子文学周思钧怅然慨叹他的奏文，得罪了武则天，于是郭翰被贬为巫州司法参军，周思钧被贬为播州司仓参军。